# 랑엔탈역
랑엔탈역(독일어: Bahnhof Langenthal)은 스위스 베른주에 있는 랑엔탈 지자체에 있는 기차역이다. BLS AG의 표준궤 랑엔탈-후트빌선과 스위스 연방 철도의 올텐-베른선이 만나는 지점에 있다. 역은 또한 1,000mm 아레 젤란트 모빌의 랑엔탈-쥐라선과 랑엔탈-멜히나우선의 교차 지점이다.

## 운행편
다음 서비스는 랑엔탈에서 정차한다:
- 인터레기오 : 올텐과 베른 사이를 30분 간격으로 운행하고 취리히 중앙역을 통해 올텐에서 쿠어까지 매시간 운행
- 레기오 :
  - 졸로투른까지 30분마다 운행.
  - 장크트 우르반까지 30분마다 운행. 다른 모든 기차는 장크트 우르반에서 장크트 우르반 치겔라이까지 계속된다.
- 루체른 S-반 S6/S7 : 루체른까지 매시간 운행 ; 하루 중 여러 시간에 30분 단위로 증가한다. S7 열차는 볼후젠과 루체른 사이를 레기오익스프레스와 결합하여 운행한다.
- 아르가우 S-반 S23 : 올텐까지 30분 간격 운행; 다른 모든 기차는 계속해서 바덴으로 간다.